# Neusblad

Neusblad van de kleine hoefijzerneus (Rhinolophus hipposideros

Een neusblad is een vergroeiing van de neus die voorkomt bij een groot aantal vleermuizen. Het uiterlijk van het neusblad verschilt sterk bij de verschillende soorten en is derhalve een veelgebruikte methode om een vleermuis te classificeren of te determineren. Vrijwel alle soorten uit de volgende families bezitten een neusblad:
- Hipposideridae (bladneusvleermuizen van de Oude Wereld)
- Megadermatidae (reuzenoorvleermuizen)
- Phyllostomidae (bladneusvleermuizen van de Nieuwe Wereld)
- Rhinolophidae (hoefijzerneuzen)

## Functie
Carnivore vleermuizen sporen prooidieren op door middel van echolocatie. De meeste vleermuizen met neusschelpen maken hoogfrequente geluiden met hun neus, waarop ze de teruggekaatste echo opvangen met hun oorschelpen. Biologen geloven dat het neusblad deze vleermuizen in staat stelt om de voortgebrachte geluiden te kunnen richten.